# Raccomandatario marittimo
Quella di Agente Marittimo Raccomandatario (in lingua inglese ship agent, o shipping and forwarding agent) è una professione del settore dei trasporti.

## Ruolo del Raccomandatario Marittimo
L'agente marittimo viene definito "raccomandatario" perché agisce in nome e per conto del suo mandante: armatore, vettore o noleggiatore proprietario del carico.
Alcuni esempi di attività svolte dal raccomandatario marittimo sono:
- Assistenza al Comandante della nave nei confronti delle Autorità locali o di terze parti
- Ricezione o consegna delle merci
- Operazioni di imbarco e sbarco passeggeri
- Acquisizione di noli
- Conclusione di contratti di trasporto per merci e passeggeri con rilascio di documenti

### Fonte normativa italiana
- Regio decreto 16 marzo 1942, n. 262, artt. 1742-1753 del Codice civile, libro IV, titolo III, capo XI (Del contratto di agenzia).
- Legge 22 aprile 1977, n. 135, in materia di "Disciplina della professione di raccomandatario marittimo."

### Fonte normativa europea
- Decreto legislativo 11 settembre 2007, n. 206, in materia di "Attuazione della direttiva 2005/36/CE relativa al riconoscimento delle qualifiche professionali."

### Saggi
- Sergio Prete. Il raccomandatario marittimo nell'evoluzione giurisprudenziale, Giuffrè Editore, 2009.